# Karur
Karur è una suddivisione dell'India, classificata come municipality, di 76.328 abitanti, capoluogo del distretto di Karur, nello stato federato del Tamil Nadu. In base al numero di abitanti la città rientra nella classe II (da 50.000 a 99.999 persone).

## Geografia fisica
La città è situata a 10° 56' 60 N e 78° 4' 60 E e ha un'altitudine di 121 m s.l.m..

## Società

### Evoluzione demografica
Al censimento del 2001 la popolazione di Karur assommava a 76.328 persone, delle quali 38.385 maschi e 37.943 femmine. I bambini di età inferiore o uguale ai sei anni assommavano a 7.259, dei quali 3.752 maschi e 3.507 femmine. Infine, coloro che erano in grado di saper almeno leggere e scrivere erano 59.473, dei quali 32.170 maschi e 27.303 femmine.